# Markus Schulze
Markus Schulze SAC (* 1960 in Marthalen) ist ein Schweizer Theologe.  

## Leben
Nach dem altsprachlichen Abitur in Aarau 1980 begann Markus Schulze das Studium der Philosophie und Theologie (1980–1986) in Freiburg im Üechtland. Er trat 1983 den Pallottinern bei. Das Lizentiat in Theologie erwarb er 1986 mit der Arbeit Der Glaube als virtus perficiens intellectum in der Summa Theologiae des Hl. Thomas von Aquin im Fach Dogmatik bei Christoph Schönborn OP an der Universität Freiburg (Schweiz), wo er 1991 beim gleichen Prüfer mit einer Arbeit im Fach Dogmatik/Dogmengeschichte Leibhaft und unsterblich. Die Schau der Seele in der Anthropologie und Theologie des Hl. Thomas von Aquin promoviert wurde.
Von 1986 bis 1988 war er Assistent am Dogmatischen Seminar der Universität bei Christoph Schönborn OP. Die Priesterweihe erhielt er 1987. Von 1993 bis 1995 war er Dozent für Dogmatik an der PTH Vallendar. Als Provinzial leitete er von 1996 bis 1999 die Schweizer Pallottinerprovinz. Seit 2000 ist er Dozent an der PTH Vallendar, deren Dekan der Theologischen Fakultät er von 2012 bis 2015 war. Nach Habilitation 2007 dort mit einer Arbeit im Fach Dogmatik Ist die Hölle menschenmöglich? Das Problem der negativen Endgültigkeit in der deutschsprachigen katholischen Theologie der zweiten Hälfte des 20. Jahrhunderts wurde er 2008 zum Professor für Dogmatik und Fundamentaltheologie berufen.

## Publikationen (Auswahl)
- Leibhaft und unsterblich. Zur Schau der Seele in der Anthropologie und Theologie des Hl. Thomas von Aquin (= Studia Friburgensia, Neue Folge, Band 76). Hänsel-Hohenhausen, Freiburg 1992, ISBN 3-7278-0789-X (zugleich Dissertation, Freiburg 1991).
- Ist die Hölle menschenmöglich? Das Problem der negativen Endgültigkeit in der deutschsprachigen katholischen Theologie der zweiten Hälfte des 20. Jahrhunderts. Herder, Freiburg 2008, ISBN 978-3-451-29905-6 (zugleich Habilitationsschrift, PTH Vallendar 2007).
- als Herausgeber mit George Augustin und Johannes Reiter: Christliches Ethos und Lebenskultur (Festschrift für Heribert Niederschlag). Bonifatius, Paderborn 2009, ISBN 978-3-89710-433-4.
- als Herausgeber mit George Augustin, Maria Brun und Erwin Keller: Christus – Gottes schöpferisches Wort (Festschrift für Christoph Kardinal Schönborn). Herder, Freiburg u. a. 2010, ISBN 978-3-451-30310-4.
- Wozu braucht es den Glauben überhaupt? Gedanken zur Meinung: Man kann auch ohne Religion ein guter Mensch sein (= Publikationsreihe "Tagung am Friedberg" der pallottinischen Gemeinschaft Schweiz, Band 2). Pallottiner, Gossau 2011, OCLC 888203418.
- als Herausgeber mit George Augustin und Klaus Krämer: Mein Herr und mein Gott. Christus bekennen und verkünden. Festschrift für Walter Kardinal Kasper zum 80. Geburtstag. Herder, Freiburg u. a. 2013, ISBN 3-451-30580-1.
- als Herausgeber mit George Augustin: Freude an Gott. Auf dem Weg zu einem lebendigen Glauben. Festschrift für Kurt Kardinal Koch zum 65. Geburtstag. Herder, Freiburg u. a. 2015, ISBN 3-451-31331-6.
- als Herausgeber mit Stefan Ley und Ingo Proft: Welt vor Gott. Für George Augustin. Herder, Freiburg u. a. 2016, ISBN 3-451-34761-X.